# 젤리빈

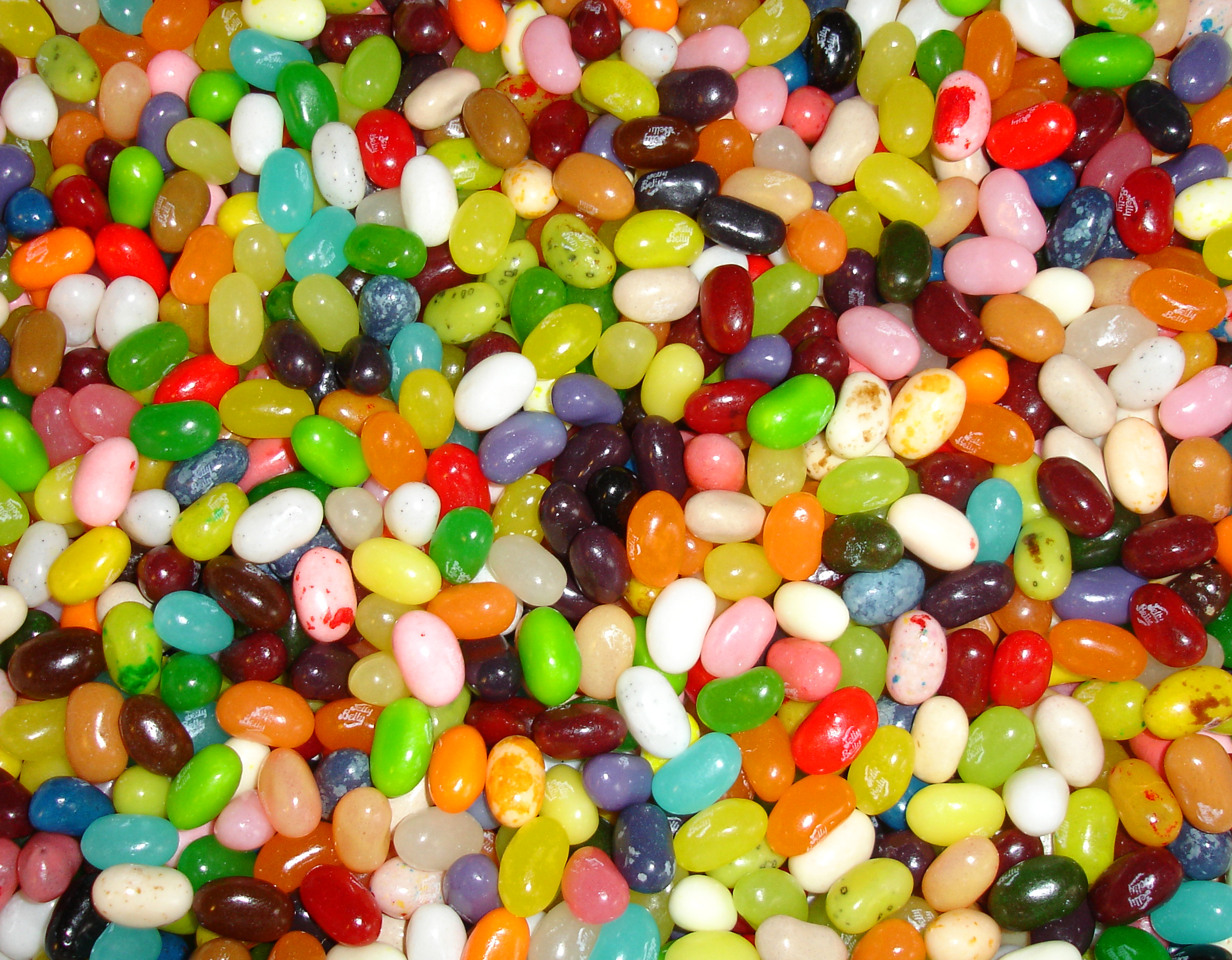
젤리빈

젤리빈(영어: Jelly bean)은 콩 모양을 한 조그마한 젤리이다.

## 역사
보스턴의 당과점 주인 William Schrafft가 사람들에게 미국 남북 전쟁 중 병사들에게 자신의 젤리빈을 보내도록 강요했던 1861년 젤리빈이 처음 언급되었다는 주장이 있다. 1905년 7월 5일 젤리빈은 시카고 데일리 뉴스에 언급되었다. The Century in Food: America's Fads and Favorites에 따르면 해당 광고에는 1파운드에 9센트로 대량 판매되는 젤리빈이 표출되었다. 대부분의 역사가들은 젤리빈이 1930년대에 종종 달걀같은 모양으로 인해 부활절 축하와 처음 관련되었다고 주장한다.

## 같이 보기
- 드라제
- 로쿰
- 박하사탕